# Kleczew
Kleczew é um município da Polônia, na voivodia da Grande Polônia e no condado de Konin. Estende-se por uma área de 14,76 km², com 4 159 habitantes, segundo os censos de 2019, com uma densidade de 281 hab/km².